# Kowal z Podlesia Większego
Kowal z Podlesia Większego – opowiadanie J.R.R. Tolkiena opublikowane w 1967 roku.
Książka stanowiła próbę wytłumaczenia słowa faerie za pomocą krótkiej historyjki o kucharzu i jego cieście. Miało to być częścią przedmowy Tolkiena do bajki George’a MacDonalda pt. The Golden Key. Jednak pomysł Tolkiena przeobraził się w pełną opowieść. Oryginalny tytuł miał brzmieć Wielkie Ciasto (The Great Cake), lecz został zmieniony tak, by stanowił odniesienie do prac P.G. Wodehouse’a.
Opowieść nie ma związku ze Śródziemiem, z wyjątkiem motywu „czarodziejskiego” podróżnika, który udaje się do krainy znajdującej się poza realnym światem i która znajduje się zazwyczaj poza zasięgiem śmiertelników. (W ten sposób Kowala można porównać do Berena dostającego się do królestwa Doriathu lub do Eärendila podróżującego do Amanu).
Pierwsza publikacja miała miejsce w bożonarodzeniowym wydaniu magazynu „Redbook” 23 listopada 1967 w Nowym Jorku. Ilustracje Pauline Baynes pojawiły się dopiero w wersji książkowej. Opowiadanie bywa publikowane w zbiorze wraz z nowelą Rudy Dżil i jego pies, do której ilustracje również wykonała Pauline Baynes. Obie historie, poza postacią autora, nic nie łączy.